# Tillandsia baileyi
Tillandsia baileyi là một loài thuộc họ Bromeliaceae là loài bản địa của miền Nam Texas ở Hoa Kỳ và Tamaulipas ở México. Loài này có ở Vịnh Mexico từ Kingsville, Texas tới Tampico, Tamaulipas. Thực vật chủ ưa thích của loài biểu sinh này bao gồm sồi Virginia (Quercus virginiana) và mun Texas (Ebenopsis ebano).

## Giống
- Tillandsia 'Califano'
- Tillandsia 'Festubail'
- Tillandsia 'Halley's Comet'
- Tillandsia 'Kanyan'
- Tillandsia 'Mark Aldridge'
- Tillandsia 'Rosalie Mavrikas'
- Tillandsia 'Tiaro'
- Tillandsia 'Veronica Orozco'
- Tillandsia 'Wallu'